# El País (Colombia)
El País es un periódico regional colombiano publicado en Cali, capital del Valle del Cauca, líder en la región del Pacífico colombiano. El País es miembro de la organización Periódicos Asociados Latinoamericanos. En enero de 2023 el periódico fue adquirido por el Grupo Gilinski a través del Grupo Publicaciones Semana.

## Historia
Fundado por Álvaro Lloreda Caicedo, un hombre de empresa y dirigente político de la región. Surgió el domingo 23 de abril de 1950 en una antigua casa, cerca a la tradicional plaza de Caycedo, donde se imprimió el primer ejemplar. Hoy goza de gran popularidad en el departamento del Valle del Cauca, siendo el medio de comunicación más relevante del suroccidente colombiano
Desde su fundación, durante una de las épocas más difíciles de la historia del país, este diario ha destinado sus esfuerzos no solo al registro cotidiano de las noticias regionales, nacionales e internacionales sino a la promoción de campañas orientadas al progreso de la región.
El diario forma parte del Periódicos Asociados Latinoamericanos (PAL), al que pertenecen otras importantes casas editoriales de América Latina.
Algunos columnistas y periodistas destacados actualmente en este diario son Paola Guevara y Juan David Ochoa Aguirre, quienes también han incursionado en la literatura.

## Otras publicaciones deEl País
Periódicos: Q´hubo Cali, Q´hubo Palmira, Palmira Hoy, Cartago Hoy y Rumba; Revistas: Gente, Nueva, Gaceta, R.P.M., Metro x Metro, Rabo & Oreja, 500 empresas más poderosas, Salud & Vida y Turbo; Portales de noticias: elpais.com.co, revistagente.com.co y qhubocali.com.